# Nelly a pan Arnaud
Nelly a pan Arnaud (ve francouzském originále Nelly et Monsieur Arnaud) je francouzské komorní filmové drama režiséra Clauda Sauteta z roku 1995. Hlavní role ztvárnili Michel Serrault, Emmanuelle Béart a Jean-Hugues Anglade. Z jedenácti nominací na Césara získal sošku  Sautet pro nejlepšího režiséra a Serrault
se stal nejlepším hercem. Snímek vznikl ve francouzsko-italsko-německé koprodukci.

## Děj
Nelly je vdaná za Jerôma, který nemá práci. Na částečný úvazek pracuje v tiskárně a dluží nájemné za posledních šest měsíců. Během setkání s přítelkyní Jacquelline v restauraci pozná Pierra Arnauda, bohatého obchodníka v důchodu. Poté co se mu svěří s finančními problémy, přijímá od něj dar 30 tisíc franků. Trápí ji však výčitky svědomí, zaplatí dluhy a odchází z bytu od svého muže.
Nelly přijímá nabídku pana Arnauda, který pracuje na svých pamětech a stává se jeho písařkou. Práce však nemá být protislužbou za poskytnutou pomoc a pan Arnaud je rozhodnut jí dávat plat. Dochází ke sblížení a Nelly se dozvídá více o soukromém životě obchodníka. O tom, že byl soudcem ve francouzských koloniích a následně se z něj stal podnikatel. Nelly prožije milostnou pletku s jeho nakladatelem a pan Arnaud pociťuje mírnou žárlivost.

## Obsazení
| Michel Serrault     | Pierre Arnaud      |
| Emmanuelle Béart    | Nelly              |
| Jean-Hugues Anglade | Vincent Granec     |
| Claire Nadeau       | Jacqueline         |
| Michel Lonsdale     | Dollabella         |
| Françoise Brion     | Lucie              |
| Michèle Laroque     | Isabelle           |
| Charles Berling     | Jérôme             |
| Jean-Pierre Lorit   | Christophe         |
| Michel Albertini    | Taieb              |
| Coraly Zahonero     | Marianne           |
| Graziella Delerm    | Laurence           |
| Olivier Pajot       | Jean-Marc          |
| Alexandre Chappuis  | Luc                |
| Karine Foviau       | Sandrine           |
| Laure Chamay        | dívka v restauraci |
| Sylvie Jobert       | Valérie            |
| Janine Souchon      | Maria              |
| Judith Vittet       | Bénédicte          |
| Mathilde Vitry      |                    |
| Thierry Heckendorn  |                    |
| Abel Jefry          |                    |
| Philippe Lelièvre   |                    |
| Suzy Marquis        |                    |

## Ocenění

### César 1996
Vítězství
- César pro nejlepšího režiséra – Claude Sautet
- César pro nejlepšího herce – Michel Serrault

Nominace
- César pro nejlepší film
- César pro nejlepšího herce ve vedlejší roli – Jean-Hugues Anglade
- César pro nejlepšího herce ve vedlejší roli – Michael Lonsdale
- César pro nejlepší herečku – Emmanuelle Béart
- César pro nejlepší herečku ve vedlejší roli – Claire Nadeau
- César pro nejlepší původní scénář nebo adaptaci – Jacques Fieschi a Claude Sautet
- César pro nejlepšího producenta – Alain Sarde
- César pro nejlepší zvuk – Pierre Lenoir a Jean-Paul Loublier
- César pro nejlepší střih – Jacqueline Thiédot
- César pro nejlepší filmovou hudbu – Philippe Sarde

### Jiná ocenění
Ocenění
- Donatellův David pro nejlepší film

Nominace
- cena BAFTA pro nejlepší neanglicky mluvený film
- Golden Spike na Filmovém festivalu ve Valladolidu – Claude Sautet